# Duncan Stewart (Home and Away)
Duncan Stewart, es un personaje ficticio de la serie de televisión australiana Home and Away, interpretado por el actor Benedict Wall desde el 19 de julio del 2016 el 9 de noviembre del 2016.
Anteriormente Duncan fue interpretado por la bebé Allana Ellis el 14 de junio de 1989, por el actor Lewis Devaney de 1990 a 1998, posteriormente por el actor Brendan McKensy de 1998 hasta el 2001 y brevemente en el 2004 y 2005 siendo su última aparición el 13 de julio del mismo año.

## Biografía
Duncan nació en 1989 y es el hijo de Alf Stewart y Ailsa Hogan.
Es muy buen amigo de Nick Smith y Mitch McColl, quien lo salvo de ahogarse.
En 1998 Duncan fue hospitalizado luego de caerse en un hueco y romperse la pierna, poco después de recuperarse la conducta de Duncan cambió y comenzó a ocasionarle problemas a Alf y Ailsa. 
En 1999 él y su madre estuvieron en un accidente automovilístico en donde Ailsa casi muere, Duncan se culpó por el accidente ya que su madre se distrajo porque Duncan tiró un casete el cual ella se agachó para recoger. 
A finales del 2000 Ailsa murió de un ataque al corazón y tanto Duncan como Alf estuvieron presentes, lo cual resultó en que la relación entre ellos se desgastara. Cuando Duncan entró en la adolescencia le causó muchos problemas a Alf quien luchó para educarlo, al final Alf no pudo y lo mandó a la ciudad a que viviera con su tía Morag Bellingham. 
A su regreso a Bay en el 2004 Duncan estaba involucrado con drogas, una noche él y Jade Sutherland fueron a dar un paseo y condujo cerca de un precipició, lo cual dejó paralizado a Seb Fisher el nieto de Donald. Poco después Duncan se fue a vivir con su media hermana Ruth Stewart a Nueva York.
Duncan regresó una vez más en julio del 2005 para el cumpleaños número 60 de su padre, durante su estadía Duncan hizo las pases con Alf y Don Fisher.
En abril del 2009 se reveló que Duncan se iba a casar con una mujer en Nueva York y que su padre Alf se iría por una semana de Summer Bay para asistir a la boda.
El 9 de noviembre del 2016 Duncan se fue nuevamente de la bahía y decidió regresar a América para cuidar de su esposa Caroline Stewart, quien se había fracturado las piernas en un accidente, y así ayudarla junto con Alf a cuidar de Bryce.